# Poliaenus
Poliaenus is een kevergeslacht uit de familie van de boktorren (Cerambycidae). De wetenschappelijke naam van het geslacht werd voor het eerst geldig gepubliceerd in 1880 door Bates.

## Soorten
Poliaenus omvat de volgende soorten:
- Poliaenus abietis Tyson, 1968
- Poliaenus batesi Linsley, 1933
- Poliaenus californicus (Schaeffer, 1908)
- Poliaenus concolor (Schaeffer, 1909)
- Poliaenus hesperus Chemsak & Linsley, 1988
- Poliaenus negundo (Schaeffer, 1905)
- Poliaenus nuevoleonis Chemsak & Linsley, 1975
- Poliaenus obscurus (Fall, 1910)
- Poliaenus oregonus (LeConte, 1861)
- Poliaenus sparsus Chemsak & Linsley, 1975
- Poliaenus volitans (LeConte, 1873)